# Un pont de mar blava
Un pont de mar blava és un dels discos més venuts de la música catalana de tots els temps amb més de 150.000 còpies. Va ser un disc publicat per Lluís Llach el 1993 que conté les següents cançons amb texts del mateix Lluís Llach i del Miquel Martí i Pol:
1. Ulisses
2. Al carrer dels quatre llits
3. Tanta llum de mar
4. Lentament comença el cant
5. Marona
6. Et deixo un pont de mar blava

## Fitxa tècnica
- Editat per: Picap S.L. D.L B-20289-93 i reeditat: Claus Records 03 00111| 04 2003
- Enginyer de so: Didier Richard
- Estudis de gravació: Jan Cadela